# Гловерсвилл
Гловерсвилл (англ.  Gloversville ) — город в округе Фултон в штате Нью-Йорк США.

## Описание
Находится в восточно-центральной части штата Нью-Йорк, рядом с Джонстауном, на ручье Каядутта, в долине реки Мохок, в 44 милях (71 км) к северо-западу от Олбани. Основанный в 1760-х годах, он был сначала известен как Стамп-Сити. Дубление и изготовление перчаток (в честь которого он был переименован в 1832 году) начались в колониальный период и остаются важными отраслями промышленности; там также производят обувь, спортивное оборудование, окна, пластиковые формы, изделия из холста и трикотажные изделия. Расположенный недалеко от озера Грейт-Сакандага и основных транспортных линий, он является распределительным центром и воротами в зоны отдыха гор Адирондак.

## Население
| 2010   | 2020    |
| ------ | ------- |
| 15 665 | ↘15 131 |